# Taitou (köping i Kina, Shandong)
Taitou (kinesiska: 台头镇, 台头) är en köping i Kina. Den ligger i provinsen Shandong, i den östra delen av landet, omkring 150 kilometer öster om provinshuvudstaden Jinan. Antalet invånare är 60 354. Befolkningen består av 29 650 kvinnor och 30 704 män. Barn under 15 år utgör 15,0 %, vuxna 15-64 år 72 %, och äldre över 65 år 12,0 %.
Genomsnittlig årsnederbörd är 733 millimeter. Den regnigaste månaden är juli, med i genomsnitt 262 mm nederbörd, och den torraste är januari, med 9 mm nederbörd.